# Turzyca życicowa
Turzyca życicowa (Carex loliacea L.) – gatunek z rodziny ciborowatych. Występuje w strefie umiarkowanej półkuli północnej. W Polsce gatunek bardzo rzadko spotykany w części północno-wschodniej.

## Morfologia
PokrójRoślina trwała, luźnokępkowa z rozłogami.
ŁodygaŁodyga cienka, dłuższa od liści, wzniesiona, górą szorstka, do 40 cm wysokości.
LiścieLiście jasnozielone o szerokości 1–2 mm.
KwiatyZebrane w kłosy, przy czym kwiaty pręcikowe (męskie) znajdują się u ich podstawy, a kwiaty słupkowe (żeńskie) znajdują się na szczycie. W każdym kwiatostanie 3–5 kulistych kłosków o średnicy 2–4 mm, przy czym dolne kłoski są nieznacznie odsunięte od reszty. Kwiaty wyrastają w kątach szerokojajowatych, tępych przysadek, białawych z zielonym grzbietem. Kwiaty żeńskie ze słupkiem zakończonym dwoma znamionami.
OwoceOrzeszek otoczony pęcherzykiem. Pęcherzyk zielony, wyraźnie, ostro żeberkowany, o długości 2,3–3,5 mm, bez dzióbka na szczycie.

## Biologia i ekologia
Bylina. Kwitnie od maja do lipca. Występuje na torfowiskach wysokich.

## Zagrożenia i ochrona
Gatunek w Polsce zagrożony z powodu bardzo nielicznego występowania i przekształcania siedlisk. Objęty ścisłą ochroną gatunkową od 2004 r. Umieszczony na Czerwonej liście roślin i grzybów Polski (2006) w kategorii zagrożenia V (narażony). W wydaniu z 2016 roku otrzymał kategorię NT (bliski zagrożenia).